# Ереса смугастогорла
Ере́са смугастогорла (Neomixis striatigula) — вид горобцеподібних птахів родини тамікових (Cisticolidae). Ендемік Мадагаскару.

## Підвиди
Виділяють три підвиди:
- N. s. sclateri Delacour, 1931 — північний схід острова;
- N. s. striatigula Sharpe, 1881 — південний схід острова;
- N. s. pallidior Salomonsen, 1934 — південний захід острова.

## Поширення і екологія
Смугастогорлі ереси живуть у вологих і сухих тропічних лісах Мадагаскару.